# Жан-П'єр Темпе
Жан-П'єр Темпе (фр. Jean-Pierre Tempet, нар. 31 серпня 1954, Емберкур) — французький футболіст, що грав на позиції воротаря, зокрема за національну збірну Франції.

## Клубна кар'єра
У дорослому футболі дебютував 1972 року виступами за команду «Ланс», в якій провів шість сезонів, взявши участь у 63 матчах чемпіонату. 
Своєю грою за цю команду привернув увагу представників тренерського штабу клубу «Ланс», до складу якого приєднався 1972 року. Відіграв за команду з Ланса наступні шість сезонів своєї ігрової кар'єри.
1978 року перейшов до лав «Лаваля», у складі якого був основним голкіпером протягом наступних п'яти років, після чого грав за «Ланс» та «Мюлуз».
Завершував ігрову кар'єру у «Валансьєнні», за який виступав протягом 1987—1990 років.

## Виступи за збірну
1982 року дебютував в офіційних матчах у складі національної збірної Франції. Загалом протягом наступних двох років провів у її формі 5 матчів.